# دستجرد (ترکمانچای)
دستجرد، روستایی در دهستان بروانان شرقی بخش صومعه شهرستان ترکمانچای در استان آذربایجان شرقی ایران است.

## جمعیت
بر پایه سرشماری عمومی نفوس و مسکن در سال ۱۳۹۵، جمعیت این روستا برابر با ۳۹۳ نفر (۱۳۲ خانوار) بوده است.